# ساری‌قمش (بوکان)
ساری‌قمیش یک روستا در ایران است که در استان آذربایجان غربی واقع شده‌است. ساری‌قمیش ۹۴۳ نفر جمعیت دارد این کلمه در زبان ترکی محلی به معنی " نی زرد" می باشد. مناطق مشابه با این نام در استانهای مختلف کشور ایران وجود دارد با این حال معروف ترین مکان به این نام، شهری در ترکیه می باشد که در جنگ جهانی اول حدود یکصد هزار سرباز عثمانی در نبرد با ارتش روسیه بر اثر سرما در اطراف این شهر جان باختند. 